# Machilus yunnanensis
Machilus yunnanensis är en lagerväxtart som beskrevs av Paul Lecomte. Machilus yunnanensis ingår i släktet Machilus och familjen lagerväxter. Utöver nominatformen finns också underarten M. y. tibetana.